# أيمن أشرف
أيمن أشرف السيد السمبكساني (مواليد 9 أبريل 1991) هو لاعب كرة قدم مصري، ويلعب حاليًا لصالح نادي البنك الأهلى و‌منتخب مصر في مركز الظهير الأيسر كما يمكنه اللعب في مركز قلب الدفاع.و يمتاز بخلقه العالي و روح رياضية راقية

## مسيرته الكروية
بدأ مشواره مع الفريق الأول للنادي الأهلي موسم 2009–2010 ، وبدأ ظهوره بالفريق الأول خاصة بعد أن ترك جيلبرتو النادي الأهلي.

وكانت أول مباراة له ضد اتحاد الشرطة، وتلك المباراة بسبب الغياب لكل من جيلبرتو وسيد معوض. وأثبت جدارته في فريق الأهلي ، ولعب لأول مرة في البطولات الأفريقية ضد آرسنال من زيمبابوي في القاهرة في المباراة التي انتهت 2–0 لصالح الأهلي ، وفي 16 أبريل لعب 20 دقيقة من ديربي القاهرة بين الأهلي والزمالك التي انتهت 3–3.

تمت إعارته إلى تليفونات بني سويف عام 2012 ولمدة 6 أشهر فقط ، ومنها عاد إلى الأهلي مرة أخرى واستمر مع الفريق لمدة عام ، حتى طلب نادي سموحة السكندري ضم اللاعب على سبيل الإعارة ، وبالفعل انتقل إلى سموحة ، ، ثم انضم إلى صفوف الفريق بصفة نهائية.

في 9 أغسطس 2017 عاد للنادي الأهلي مرة أخرى ولمدة 5 مواسم في صفقة انتقال حر ، وكانت أول مشاركة له مع الفريق في 10 نوفمبر 2017 أمام تليفونات بني سويف ضمن مباريات دور الـ 32 لبطولة كأس مصر.
وعلى صعيد المنتخب المصري، اختاره المدير الفني هيكتور كوبر ضمن القائمة النهائية التي اشتركت في كأس العالم 2018. وأحرز أول أهدافه الدولية يوم 25 مايو 2018 في المباراة الودية التي انتهت بالتعادل 1–1 أمام الكويت. ثم لعب أول مباراة رسيمة له مع منتخب مصر يوم 8 سبتمتبر 2018 وكانت أمام النيجر في تصفيات كأس الأمم الأفريقية 2019. وفيها دفع المدير الفني الجديد خافيير أجييري به أساسيًا ولعب المباراة بالكامل التي انتهت بفوز مصر 6–0، وأحرز أشرف هدف مصر الثاني فيها.
اتنقل الي نادي البنك الاهلي و يؤدي دوره في الملعب علي احسن ما يكون.
إحصائيات مشاركاته
آخر تحديث في 29 يونيو 2018

### مع الأندية
| الفريق            | الموسم    | الدوري  | الدوري | الكأس   | الكأس | البطولات القارية | البطولات القارية | بطولات أخرى | بطولات أخرى | الإجمالي | الإجمالي |
| الفريق            | الموسم    | مشاركات | أهداف  | مشاركات | أهداف | مشاركات          | أهداف            | مشاركات     | أهداف       | مشاركات  | أهداف    |
| ----------------- | --------- | ------- | ------ | ------- | ----- | ---------------- | ---------------- | ----------- | ----------- | -------- | -------- |
| الأهلي            | 2009–2010 | 7       | 0      | 0       | 0     | 1                | 0                | —           | —           | 8        | 0        |
| الأهلي            | 2010–2011 | 5       | 0      | 0       | 0     | 3                | 0                | —           | —           | 8        | 0        |
| الأهلي            | الإجمالي  | 12      | 0      | 0       | 0     | 4                | 0                | —           | —           | 16       | 0        |
| تليفونات بني سويف | 2011–2012 | 4       | 0      | 0       | 0     | —                | —                | —           | —           | 4        | 0        |
| تليفونات بني سويف | الإجمالي  | 4       | 0      | 0       | 0     | —                | —                | —           | —           | 4        | 0        |
| الأهلي            | 2012–2013 | 1       | 0      | 0       | 0     | 0                | 0                | —           | —           | 1        | 0        |
| الأهلي            | الإجمالي  | 1       | 0      | 0       | 0     | 0                | 0                | —           | —           | 1        | 0        |
| سموحة             | 2013–2014 | 21      | 2      | 4       | 1     | —                | —                | —           | —           | 25       | 3        |
| سموحة             | 2014–2015 | 23      | 2      | 4       | 0     | 11               | 0                | —           | —           | 38       | 2        |
| سموحة             | 2015–2016 | 25      | 0      | 2       | 0     | —                | —                | —           | —           | 27       | 0        |
| سموحة             | 2016–2017 | 22      | 0      | 3       | 0     | 9                | 0                | —           | —           | 34       | 0        |
| سموحة             | الإجمالي  | 91      | 4      | 13      | 1     | 20               | 0                | —           | —           | 124      | 5        |
| الأهلي            | 2016–2017 | 0       | 0      | 0       | 0     | 0                | 0                | 1           | 0           | 1        | 0        |
| الأهلي            | 2017–2018 | 29      | 2      | 3       | 0     | 3                | 0                | 0           | 0           | 35       | 2        |
| الأهلي            | الإجمالي  | 29      | 2      | 3       | 0     | 3                | 0                | 1           | 0           | 36       | 2        |

## روابط خارجية
- أيمن أشرف على موقع الاتحاد الدولي (مؤرشف)  (الإنجليزية)
- أيمن أشرف على موقع الاتحاد الأوربي (الإنجليزية)
- أيمن أشرف على موقع قاعدة بيانات كرة القدم.إي يو (الإنجليزية)
- أيمن أشرف على موقع ناشيونال فوتبول تيمز (الإنجليزية)
- أيمن أشرف على موقع Soccerway.com (الإنجليزية)
- أيمن أشرف على موقع عالم كرة القدم.نت (الإنجليزية)